# لایلوخون سوبیرووا
لایلوخون سوبیرووا (به انگلیسی: Laylokhon Sobirova،  زادهٔ ۲۸ فوریهٔ ۲۰۰۳) یک کشتی‌گیر آزادکار اهل کشور ازبکستان است.
از افتخارات وی می‌توان به کسب مدال برنز بازی‌های آسیایی ۲۰۲۲ اشاره کرد.